# Associazione donne ebree d'Italia
L'Associazione donne ebree d'Italia (ADEI) è la principale associazione femminile ebraica italiana, fondata nel 1927 a Milano.

## Storia
Le donne ebree d'Italia hanno da secoli dato un contributo fondamentale alla vita degli ebrei in Italia e più in generale allo sviluppo della condizione femminile in Italia e alla vitalità della cultura italiana nel suo complesso.
L'Associazione donne ebree d'Italia (ADEI) nasce nel 1927 a Milano come conseguenza del maggior peso pubblico assunto dalle donne all'interno delle comunità ebraica e nella società italiana, ma anche come reazione alle  restrizioni ed al crescente controllo esercitato delle autorità fasciste su ogni aspetto della vita pubblica italiana. L'ADEI diviene un luogo in cui le donne ebree italiane potessero trovare uno spazio di salvaguardia della propria identità e di espressione del loro impegno sociale.
Dopo la presidenza inaugurale di Berta Bernstein Cammeo (1927-28), l'associazione trova una guida energica e sicura negli anni della sua formazione (1928-39) in Vittoria Pisa Cantoni, figlia di Ugo Pisa. Impossibilitata ad esercitare qualsiasi ruolo politico, l'associazione si concentra sull'assistenza materiale e spirituale agli ebrei bisognosi che vivono in Italia (e nei territori ad essa annessi, specialmente in Libia). L'associazione stabilisce contatti anche con la comunità ebraiche in Palestina, anche se il regime proibisce rapporti ufficiali con le organizzazioni sionistiche mondiali. 
L'altra sfera principale di attività dell'organizzazione è la promozione e la diffusione della cultura ebraica tra le giovani generazioni. Questo compito è reso più urgente dalla Riforma Gentile e dai Patti Lateranensi che hanno reintrodotto gli studi cattolici nel curriculum delle scuole statali. A Milano, i membri dell'organizzazione riescono a promuovere lezioni di studi ebraici per gli studenti ebrei nelle scuole statali. Altre iniziative includono la pubblicazione di un mensile di cultura ebraica per bambini, L'Israele dei Ragazzi, e l'organizzazione di corsi formativi per le madri sulle feste ebraiche. 
Dal 1933 cresce in Italia il numero dei rifugiati ebrei dalla Germania e l'assistenza ai profughi diventa uno degli impegni prioritari dell'Associazione, che nel frattempo, nel 1935, passa sotto l'ombrello dell'Unione delle comunità israelitiche italiane. Si formano attivi gruppi locali specialmente a Milano, Torino, Genova, Ferrara, Venezia, Firenze, Livorno, e Roma. L'adesione sale dai 117 membri del 1927 a 1.334 del 1937.
Nel settembre 1938 le leggi razziali fasciste rappresentano un duro colpo per gli ebrei italiani e per le donne ebree italiane in particolare, molte delle quali avevano trovato lavoro nel mondo della scuola, dal quale ora venivano escluse. L'impoverimento generale degli ebrei italiani, conseguente alla perdita del lavoro di uomini e donne, moltiplica le richieste di aiuto, mentre diminuisce il numero di chi può aiutare, anche in conseguenze dei molti espatri tra le famiglie ebree più facoltose. In un solo anno i membri ADEI si dimezzano a 686. L'organizzazione opera adesso tra mille restrizioni sotto la guida di Gabriella Ravenna Falco, figlia dell'ex Presidente dell'Unione e moglie del giurista Mario Falco. Con lo scoppio della guerra nel 1940 una nuova, più massiccia ondata di rifugiati ebrei giunge in Italia, specialmente dai Balcani. Il regime fascista crea una rete di campi di internamento per gli ebrei "stranieri", ma anche per tanti ebrei "italiani" sospettati di antifascismo. L'ADEI si mobilita in sostegno alla DELASEM, l'agenzia ebraica italiana formatasi in sostegno ai rifugiati e agli internati. Si organizzano stazioni di soccorso per i profughi, raccolte di fondi, mense, assistenza spirituale e materiale per coloro che sono stati trasferiti nei campi di internamento sparsi in tutto il paese, persino un orfanotrofio a Villa Emma a Nonantola. 
Il peggio però doveva ancora venire. Con l'8 settembre 1943, con l'occupazione tedesca e la nascita della Repubblica Sociale Italiana, tutti gli ebrei residenti in Italia sono soggetti a deportazione e sterminio. L'ADEI si trova nell'impossibilità di proseguire le proprie attività in quanto associazione. 
Fin dai giorni successive alla liberazione di Roma nel 1944, e poi pienamente in tutta Italia dopo il 25 aprile 1945, i risorti nuclei dell'ADEI, rivitalizzati dall'incontro con la Brigata Ebraica, si impegnano nella rinascita della vita ebraica in Italia, sotto la presidenza di Marta Navarra Bernstein. Si tratta di riunire le famiglie disperse, assistere i malati e gli indigenti, aiutare i tanti ebrei che da tutta Europa si riversano in Italia in cerca di un imbarco per la Palestina. 
Nel mutato contesto del dopoguerra, l'ADEI si concentra sui compiti più specificamente legati all'identità ebraica, quali l'educazione l'ebraica dei bambini e dei giovani o opere assistenziali interne alla comunità. Con la creazione dello Stato d'Israele si rafforzano i legami con le associazioni sionistiche mondiali e l'associazione prende ufficialmente il nome di ADEI-WIZO. 
Oggi l'ADEI continua la sua vita con l'organizzazione di attività culturali ed editoriali e con progetti di assistenza e sostegno a favore delle donne, dei bambini e degli anziani.

## Presidenti
- 1927-1928 - Berta Bernstein-Cammeo
- 1928-1939 - Vittoria Cantoni-Pisa
- 1939-1945 - Gabriella Falco-Ravenna
- 1945-1963 - Marta Navarra-Bernstein
- 1964-1976 - Anna Baruch-Senatti
- 1976-1985 - Bianca Finzi-Colbi
- 1985-1989 - Adelina Pinto-Pergola
- 1989-1998 - Zita de Ciaves-Arditi
- 1998-2008 - Ziva Modiano Fisher
- 2008-2011 - Berta Sinai
- 2011-2018 - Ester Silvana Israel
- 2018 - Susanna Martinotti Sciaky